# 1950年代の建築
1950年代の建築についての概要である。

## 日本の主要作品
- 神奈川県立近代美術館 （1951年　坂倉準三）
- 日本真珠会館 （1952年　光安義光） - DOCOMOMO JAPAN選定 日本におけるモダン・ムーブメントの建築
- 斉藤助教授の家 （1952年　清家清）
- 日本相互銀行本店 （1952年　前川國男・現存せず）
- 世界平和記念聖堂 （1953年　村野藤吾） - 重要文化財、DOCOMOMO JAPAN選定 日本におけるモダン・ムーブメントの建築
- 広島平和記念資料館、広島平和記念公園 （1952年・1955年　丹下健三） - 重要文化財、DOCOMOMO JAPAN選定 日本におけるモダン・ムーブメントの建築
- 国際文化会館 （1955年　前川國男、坂倉準三、吉村順三）
- 熊本逓信病院 （1955年　山田守） - DOCOMOMO JAPAN選定 日本におけるモダン・ムーブメントの建築
- 長沢浄水場 （1957年　山田守） - DOCOMOMO JAPAN選定 日本におけるモダン・ムーブメントの建築
- 旧東京都庁舎 （1957年　丹下健三・現存せず）
- 東京タワー （1958年　内藤多仲）
- スカイハウス（1958年　菊竹清訓）
- 晴海高層アパート （1958年　前川國男・現存せず、一部移築保存）
- 香川県庁舎 （現・東館） （1958年　丹下健三）
- 関東逓信病院 （1958年　国方秀男）
- 新歌舞伎座 （1958年　村野藤吾）
- 国立西洋美術館 （1959年　ル・コルビュジエ（基本設計）＋前川坂倉吉阪）

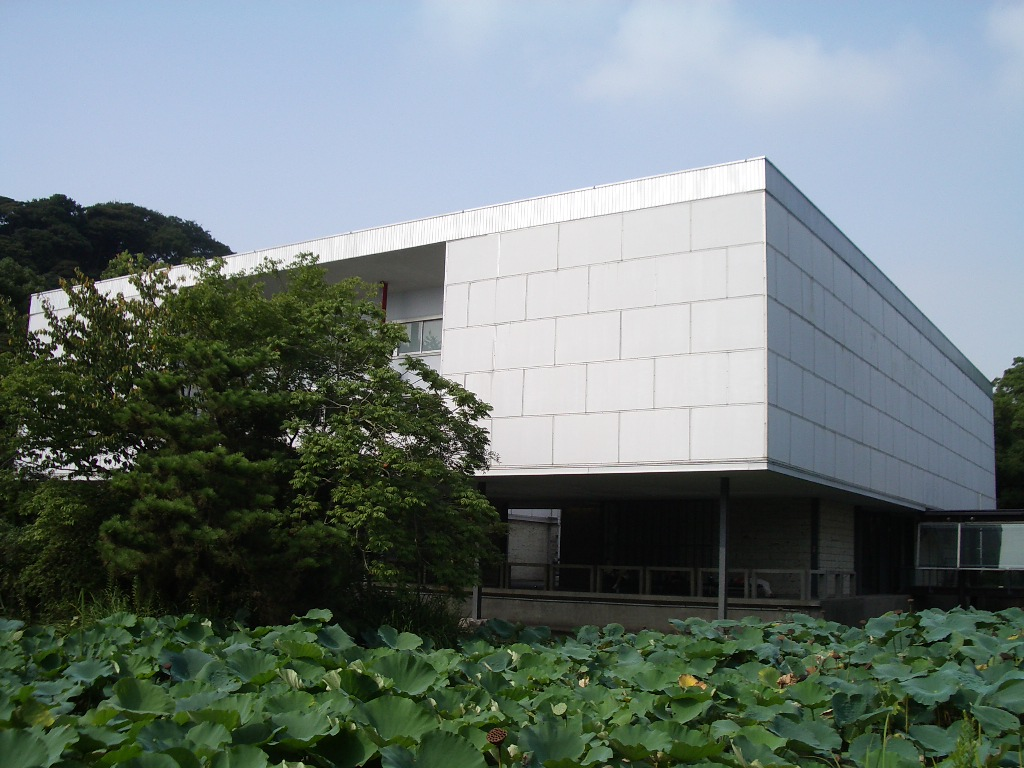
神奈川県立近代美術館
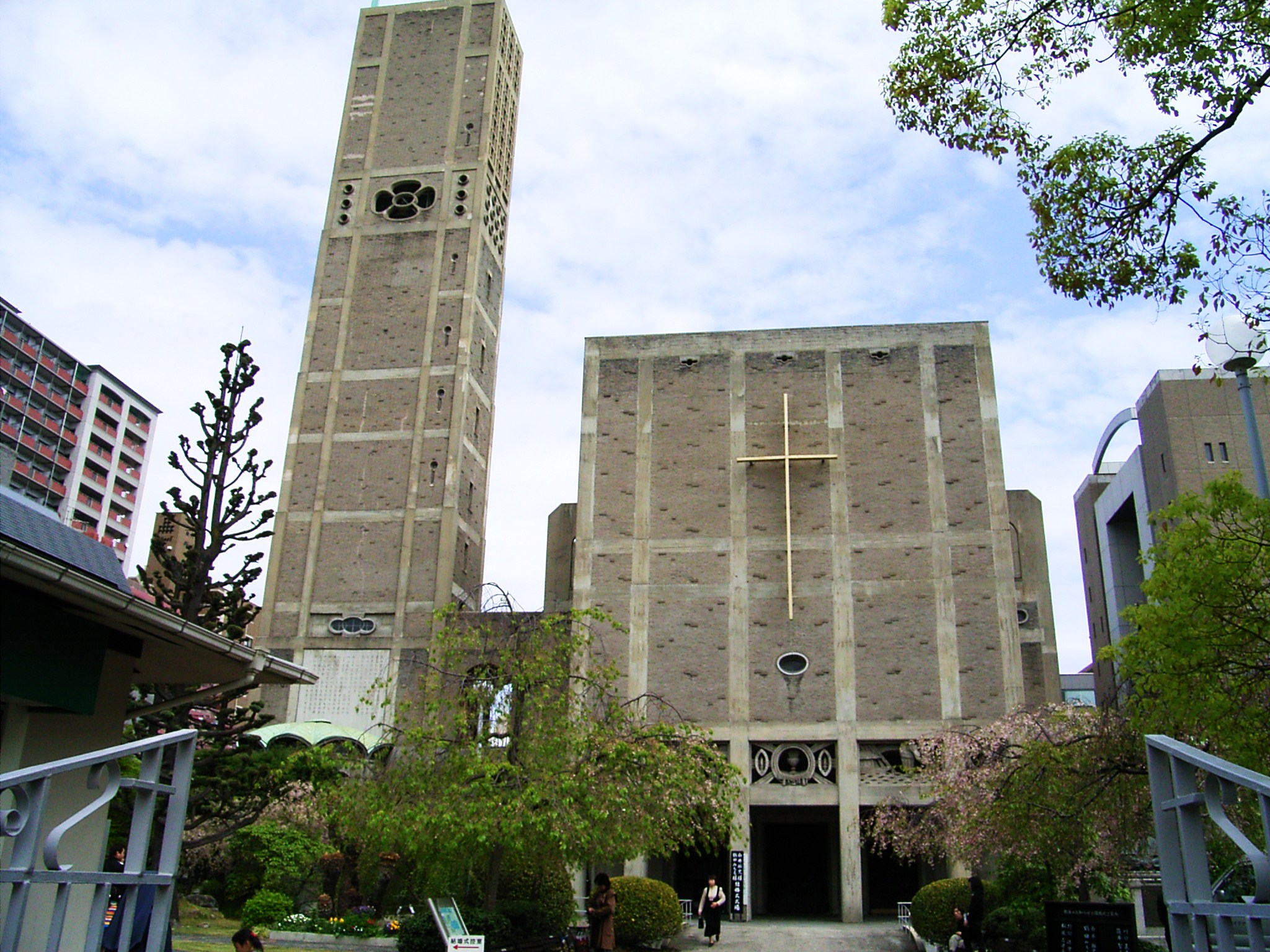
世界平和記念聖堂
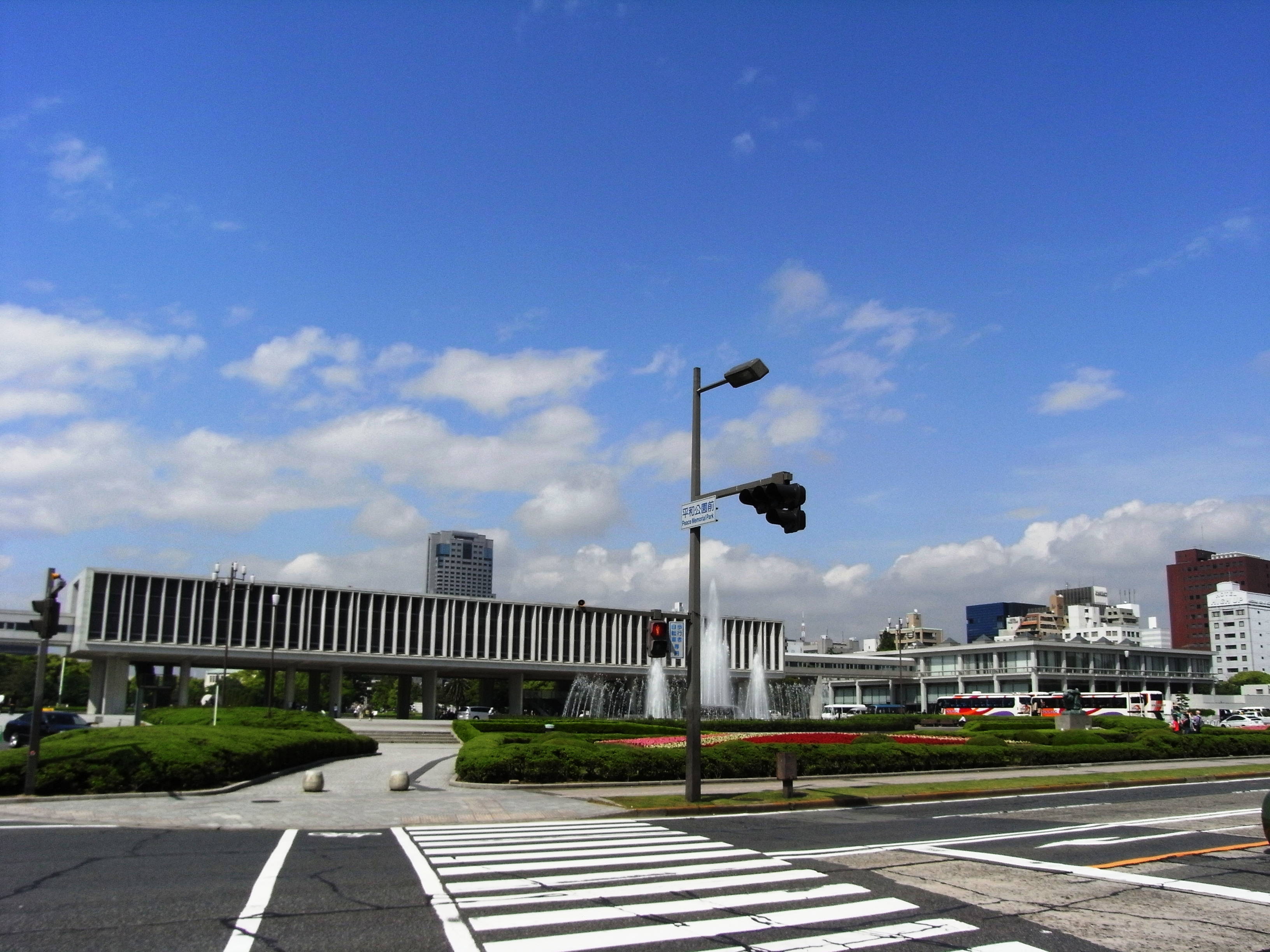
広島平和記念資料館
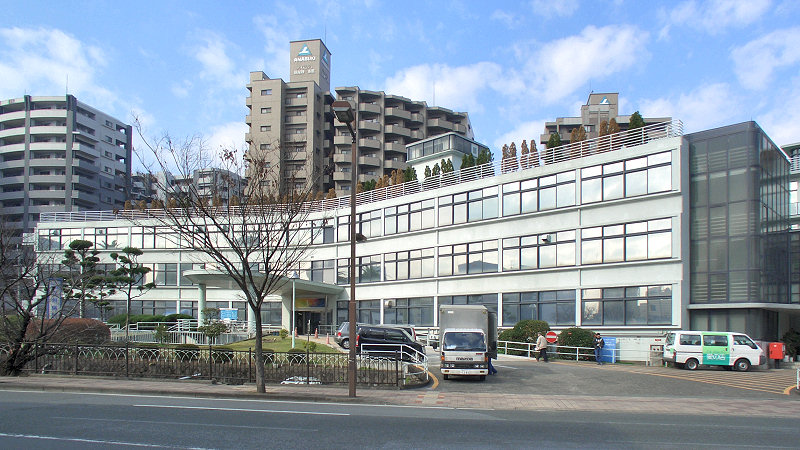
熊本逓信病院
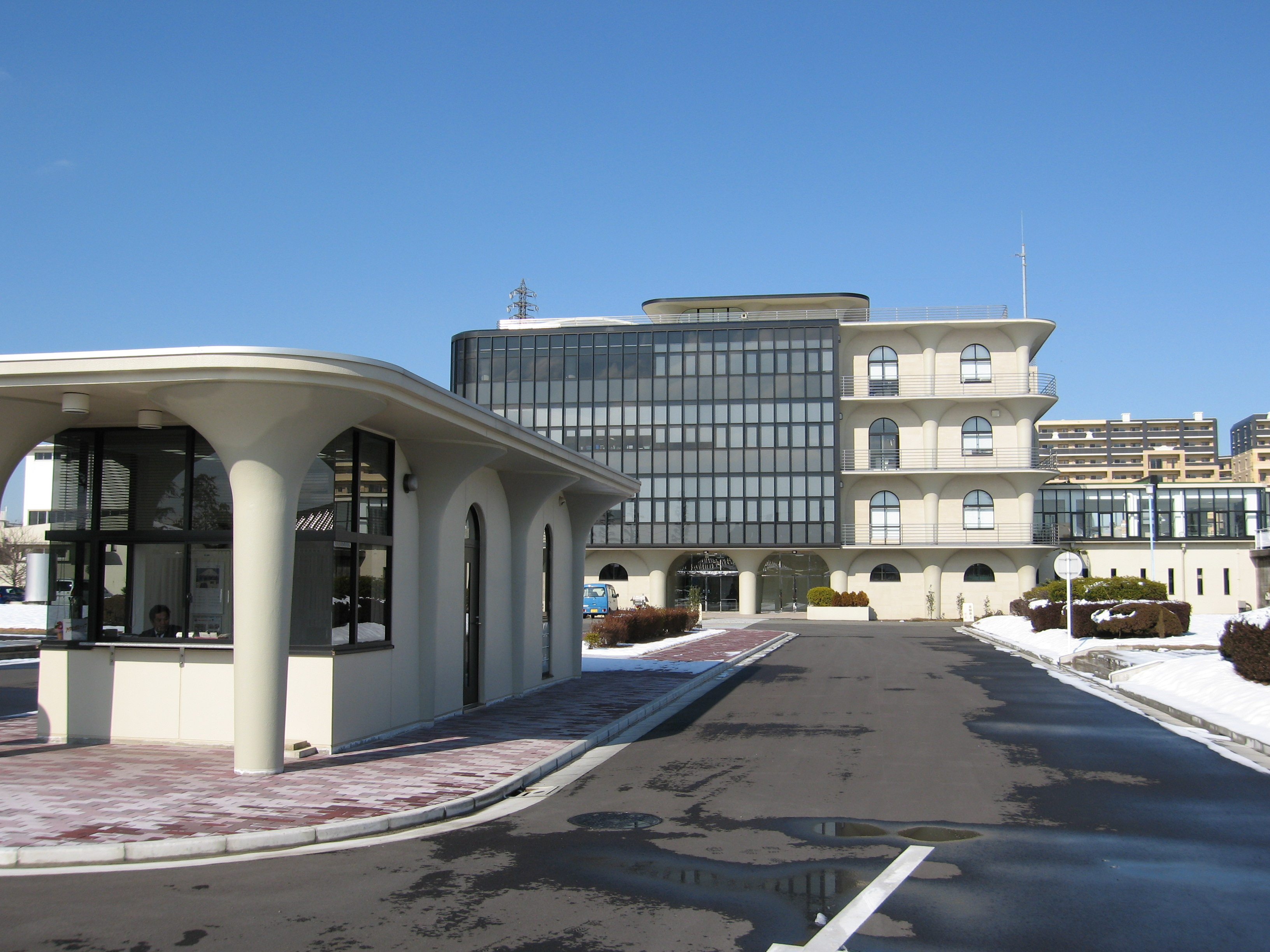
長沢浄水場
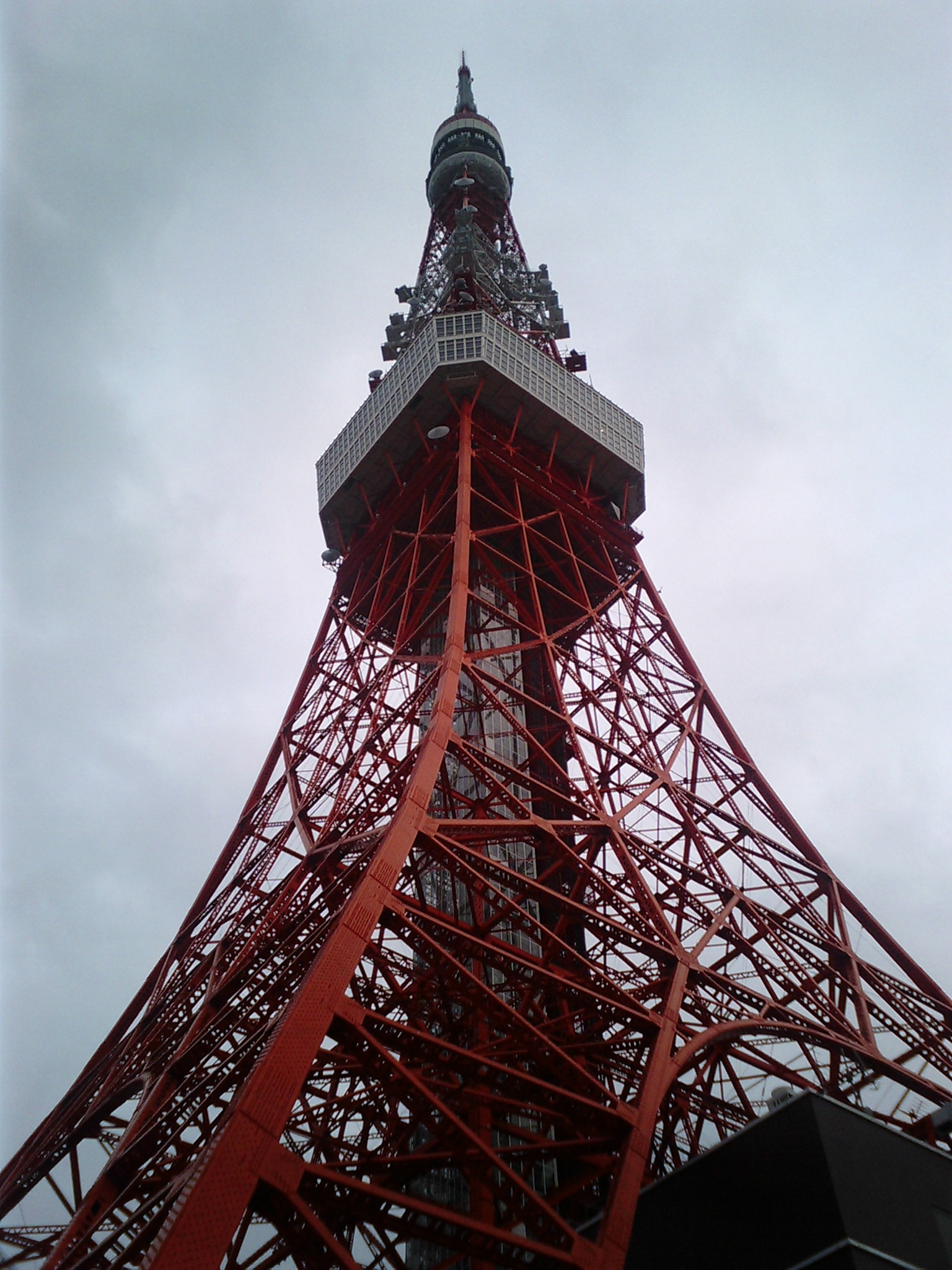
東京タワー
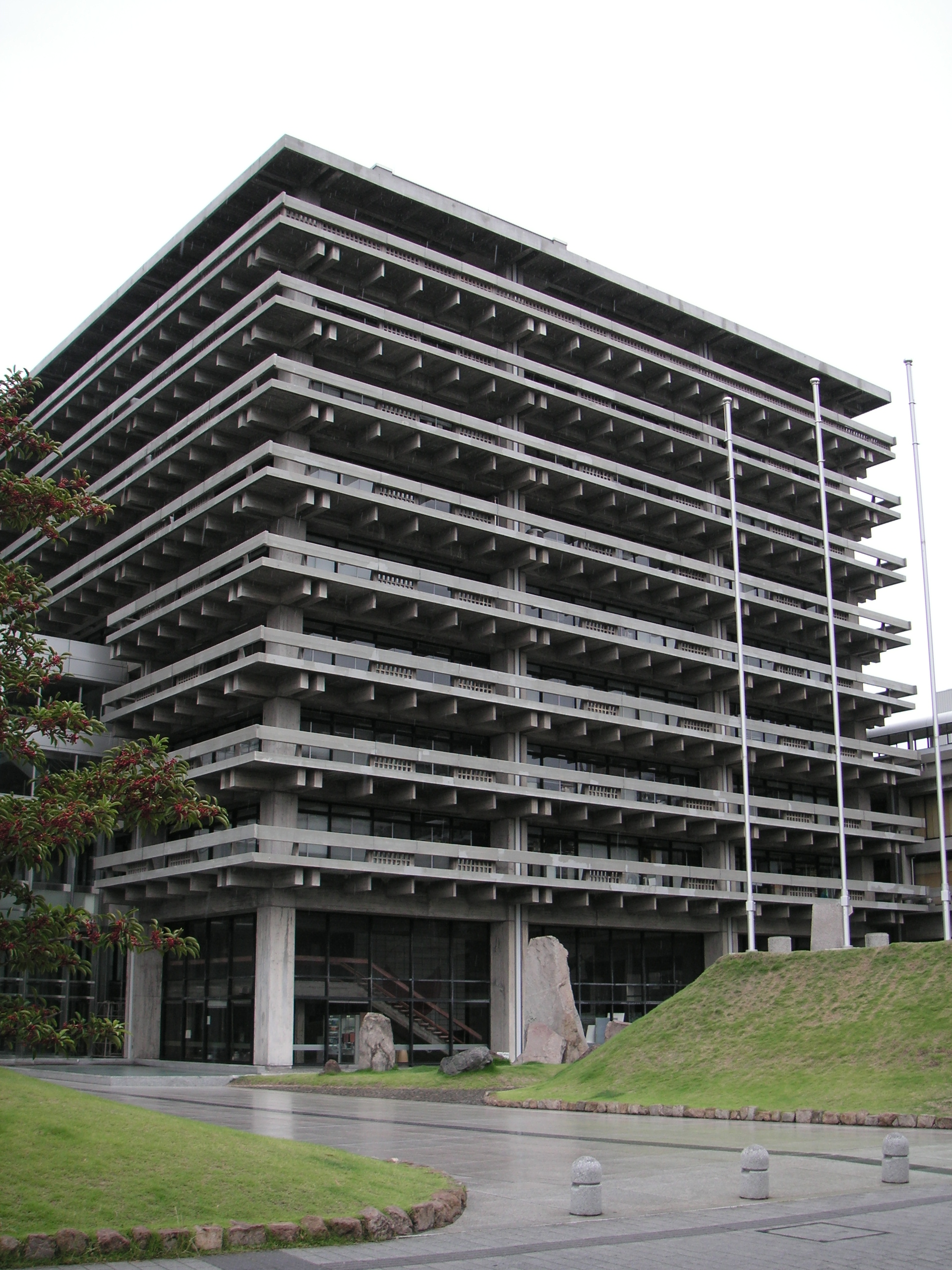
香川県庁舎
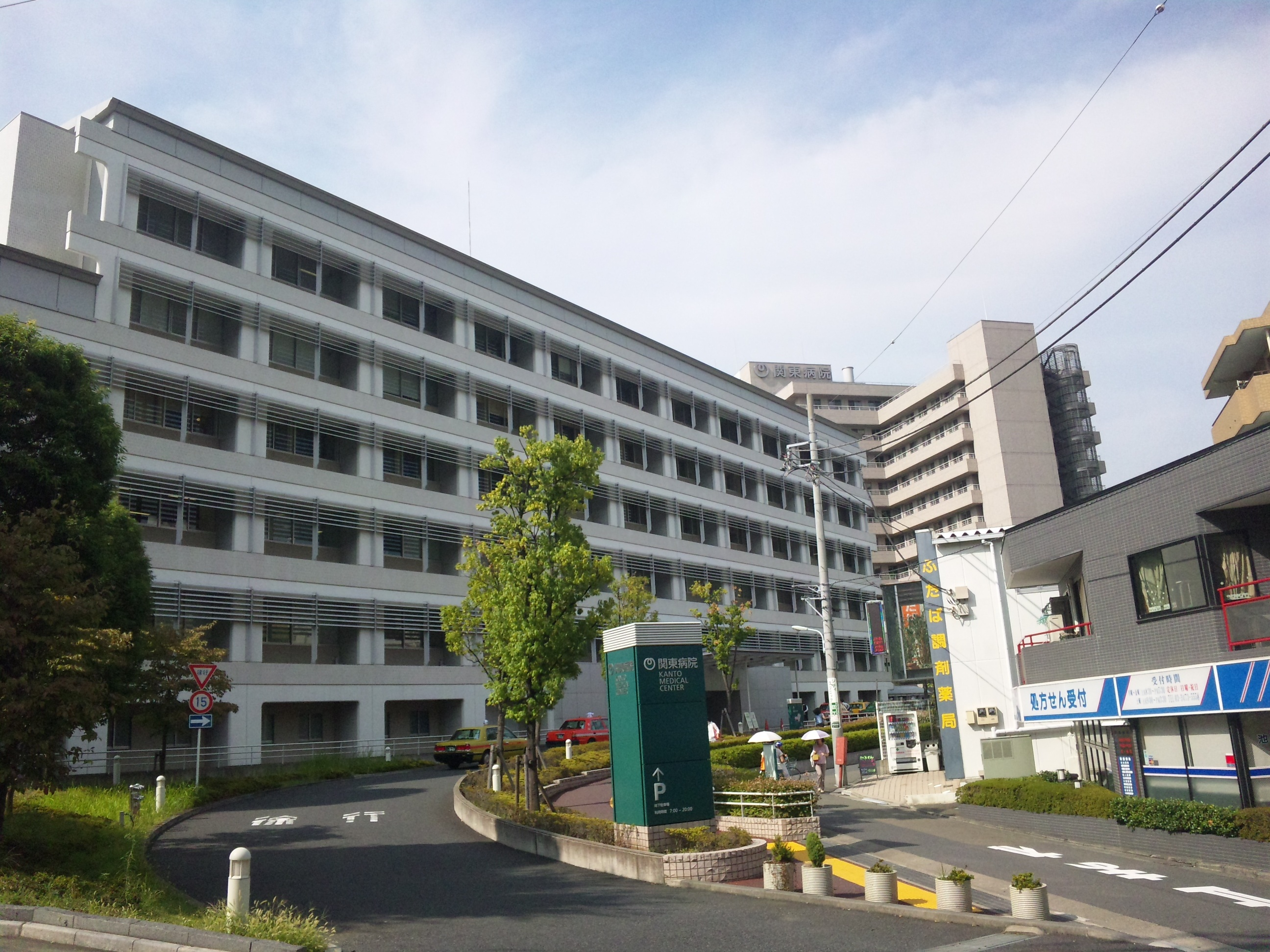
関東逓信病院
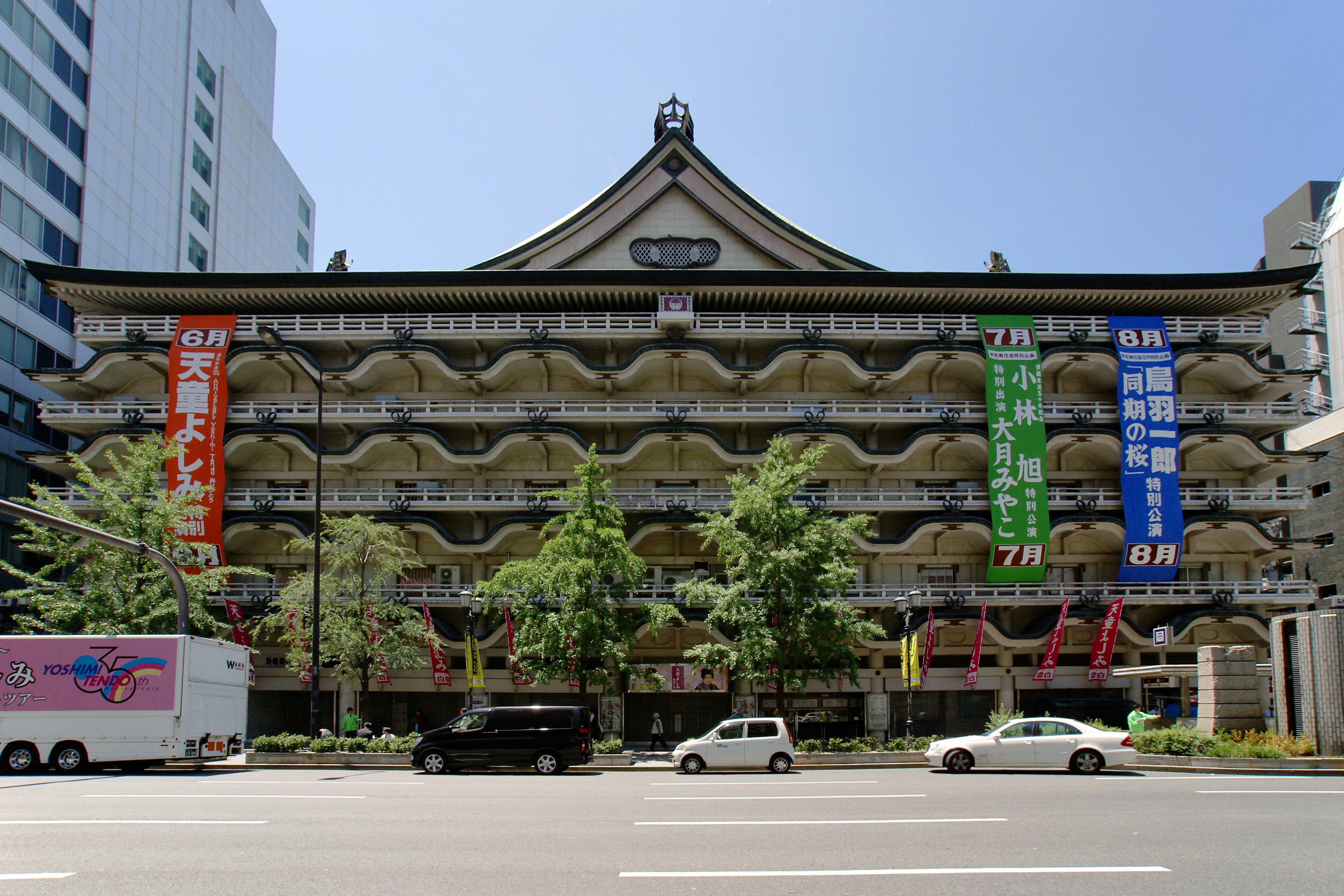
新歌舞伎座
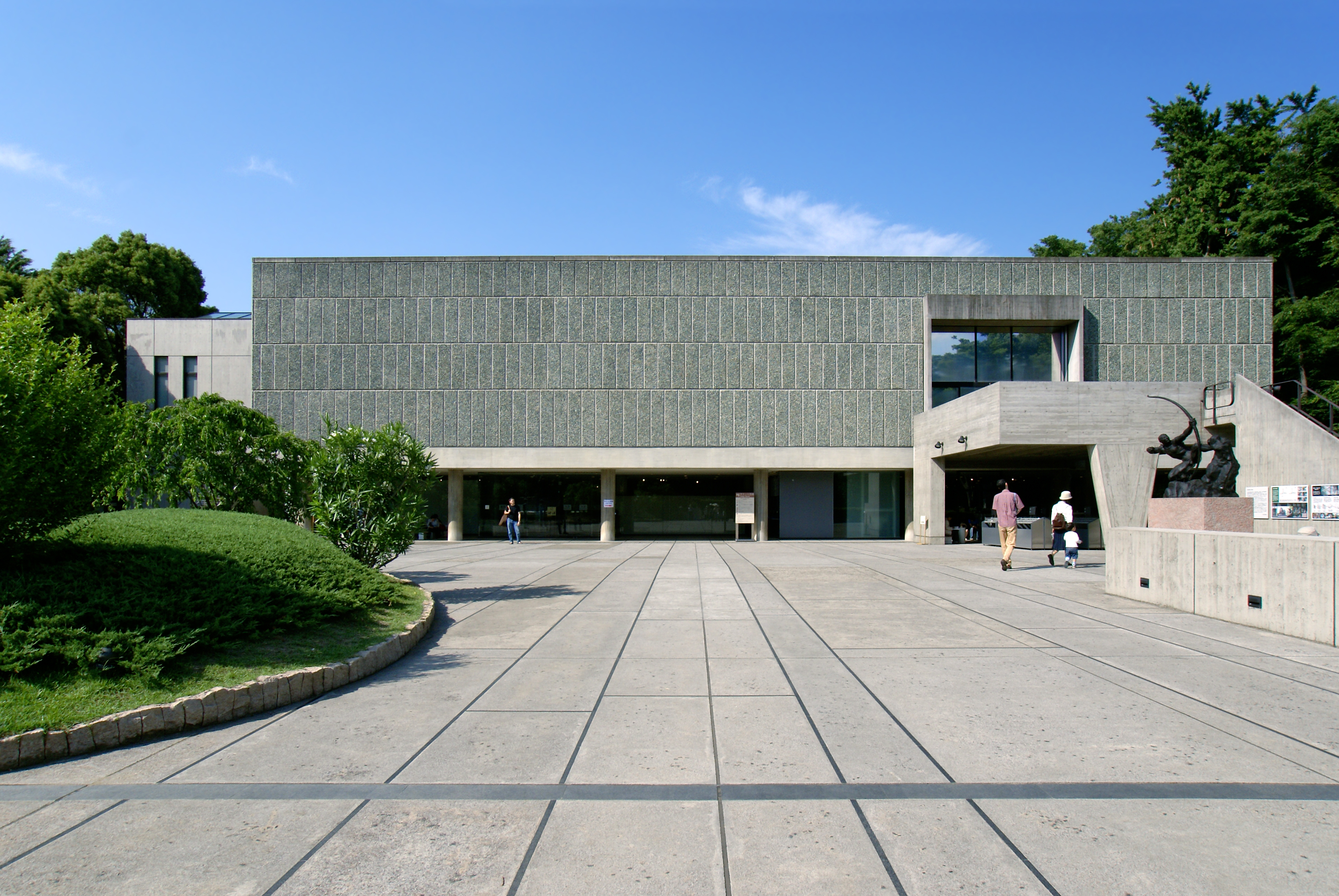
国立西洋美術館

## 海外の主要作品
ウィキメディア・コモンズには、1950年代の建築に関するカテゴリがあります。
現況欄の○は現存、✕は現存せず、△は一部現存
| 西暦   | 名称                                   | 画像 | 設計者                                                                                    | 所在地             | 国・地域       | 現況 | 指定     | 備考 |
| ------ | -------------------------------------- | ---- | ----------------------------------------------------------------------------------------- | ------------------ | -------------- | ---- | -------- | ---- |
| 1950年 | ファンズワース邸                       |      | ミース・ファン・デル・ローエ                                                              | プラノ             | アメリカ合衆国 | ○    |          |      |
| 1950年 | 国際連合本部ビル                       |      | 建築家国際委員会 ウォーレス・ハリソン マックス・アブラモヴィツ オスカー・ニーマイヤーほか | ニューヨーク       | アメリカ合衆国 | ○    |          |      |
| 1951年 | レイクショアドライブ・アパートメント   |      | ミース・ファン・デル・ローエ                                                              | シカゴ             | アメリカ合衆国 | ○    |          |      |
| 1952年 | マルセイユのユニテ・ダビタシオン       |      | ル・コルビュジエ                                                                          | マルセイユ         | フランス       | ○    | 世界遺産 |      |
| 1952年 | レバー・ハウス                         |      | SOM                                                                                       | ニューヨーク       | アメリカ合衆国 | ○    |          |      |
| 1952年 | モスクワ大学本館                       |      | ルフ・ルドネフ                                                                            | モスクワ           | ロシア         | ○    |          |      |
| 1952年 | セイナッツァロ村役場                   |      | アルヴァ・アールト                                                                        | セイナッツァロ     | フィンランド   | ○    |          |      |
| 1953年 | スペースフレーム                       |      | コンラッド・ワックスマン                                                                  |                    | アメリカ合衆国 | ✕    |          |      |
| 1953年 | イエール大学アート・ギャラリー         |      | ルイス・カーン                                                                            | ニューヘイブン     | アメリカ合衆国 | ○    |          |      |
| 1953年 | ロンシャン教会                         |      | ル・コルビュジエ                                                                          | ロンシャン         | フランス       | ○    | 世界遺産 |      |
| 1955年 | ディズニーランド                       |      | ウォルト・ディズニー                                                                      | アナハイム         | アメリカ合衆国 | ○    |          |      |
| 1956年 | IITキャンパス・クラウンホール          |      | ミース・ファン・デル・ローエ                                                              | シカゴ             | アメリカ合衆国 | ○    |          |      |
| 1958年 | シーグラム・ビルディング               |      | ミース・ファン・デル・ローエ                                                              | ニューヨーク       | アメリカ合衆国 | ○    |          |      |
| 1958年 | ルイジアナ近代美術館                   |      | ヨーン・ボウ                                                                              | フムレベック       | デンマーク     | ○    |          |      |
| 1958年 | グッゲンハイム美術館                   |      | フランク・ロイド・ライト                                                                  | ニューヨーク       | アメリカ合衆国 | ○    |          |      |
| 1958年 | イェール大学インガルス・ホッケーリンク |      | エーロ・サーリネン                                                                        | ニューヘイブン     | アメリカ合衆国 | ○    |          |      |
| 1958年 | トーレ・ヴェラスカ                     |      | BBPR                                                                                      | ミラノ             | イタリア       | ○    |          |      |
| 1958年 | ピレリ・ビル                           |      | ジオ・ポンティ ピエール・ルイージ・ネルヴィ                                               | ミラノ             | イタリア       | ○    |          |      |
| 1958年 | ヴオクセンニスカの教会                 |      | アルヴァ・アールト                                                                        | イマトラ           | フィンランド   | ○    |          |      |
| 1959年 | バカルディの瓶詰工場                   |      | フェリックス・キャンデラ                                                                  | ブエナビスタ       | メキシコ       | ○    |          |      |
| 1959年 | ロミオとジュリエット                   |      | ハンス・シャロウン                                                                        | シュトゥットガルト | ドイツ         | ○    |          |      |

## コンペ・受賞
- コヴェントリー大聖堂 - 1950年に新しい大聖堂を建てる設計コンペが開催された。設計を勝ち取ったは、バジル・スペンス (Basil Spence)。1962年、廃墟となった旧大聖堂の脇に新大聖堂が再建され、戦争の爪痕と戦後の復興のシンボルとして知られる。
- ラケウデン・リスティ教会 - 1951年、アルヴァ・アールトは、セイナヨキの町によって開催された、教会の設計者を募る建築コンペティションに参加。45に上る設計案が集められた中で、コンペティションの審査委員会の見解によると、アールトによる「ラケウクシエン・リスティ」 (Lakeuksien Risti) という名の設計案が最も優れていたとして採用される
- 日本自治労連会館建築設計競技	1950年
- 下関市庁舎コンペティション　1950年
- 鎌倉美術館案競技設計（1950年）
- 神奈川県立近代美術館設計競技（1951年）
- 天理教東京会館(仮称)-懸賞競技設計（1951年）
- 日本銀行金沢支店指名設計競技（1951年）審査員岸田日出刀が選出した佐藤武夫案を一万田尚登が撤回し、山下寿郎が当選
- 小倉市庁舎新築指名設計競技（1952年）町の郵便局のような平面構成にした佐藤武夫が当選。岸田日出刀が審査員。
- 外務省独立庁舎指名設計競技（1952年）佐藤武夫が当選
- 東京空港ビル指名設計競技（1952年）実施要綱に物議をかもしての結果「設計合同協議会」なる形で基本設計を行うことになる。
- 名古屋放送会館懸賞競技設計（1952年）
- 神奈川県中小企業会館指名設計競技（1953年）佐藤武夫が当選し、県分庁舎も担当。
- 岡山県庁舎指名設計競技（1953年）前川国男が当選。石川栄耀らが審査員で、模型の写真提出を条件にしている。
- 東京都庁舎（旧都庁舎）1952年、指名コンペにより丹下健三が1等当選、実施設計を行った。
- 山中温泉コンペティション　1953年
- 国立国会図書館　1954年、公開コンペで大高正人らMID同人が1等当選、基本設計を行った（実施設計は建設局営繕局）。
- 愛知県文化会館（1954年）
- 三木市庁舎建築設計競技（1959年）
- トロント市役所 - ヴィルジョ・リヴェルが当選（1956（500 entries）
- ベルリン・フィルハーモニー - ハンス・シャロウンが当選（1956-57年（14名の招待建築家）
- 共和国宮殿　西ドイツ政府 将来の「首都ベルリン」をテーマにした建築設計競技（1958年） - 西ドイツ政府が世界の建築家を招いて開いた将来の「首都ベルリン」をテーマにした建築設計競技ではこの一帯を文化ゾーンとする案が評価され、これに対抗して東ドイツ政府が開いた独自の建築設計競技では一帯を政治の中心とする案が出された。ハインツ・グラフンダー（Heinz Graffunder）他5名の建築家の設計による
- シドニー・オペラハウス - ヨーン・ウツソンが当選（1955年（応募数233）審査委員だった建築家エーロ・サーリネンがこのアイディアを気に入り、最終選考に復活させ強く支持したとされる。
- 韓国国会議事堂競技設計（1959年）
- レオポルドビル文化センター国際オープンコンペティション（1959年）